# Transport kolejowy w Gdańsku

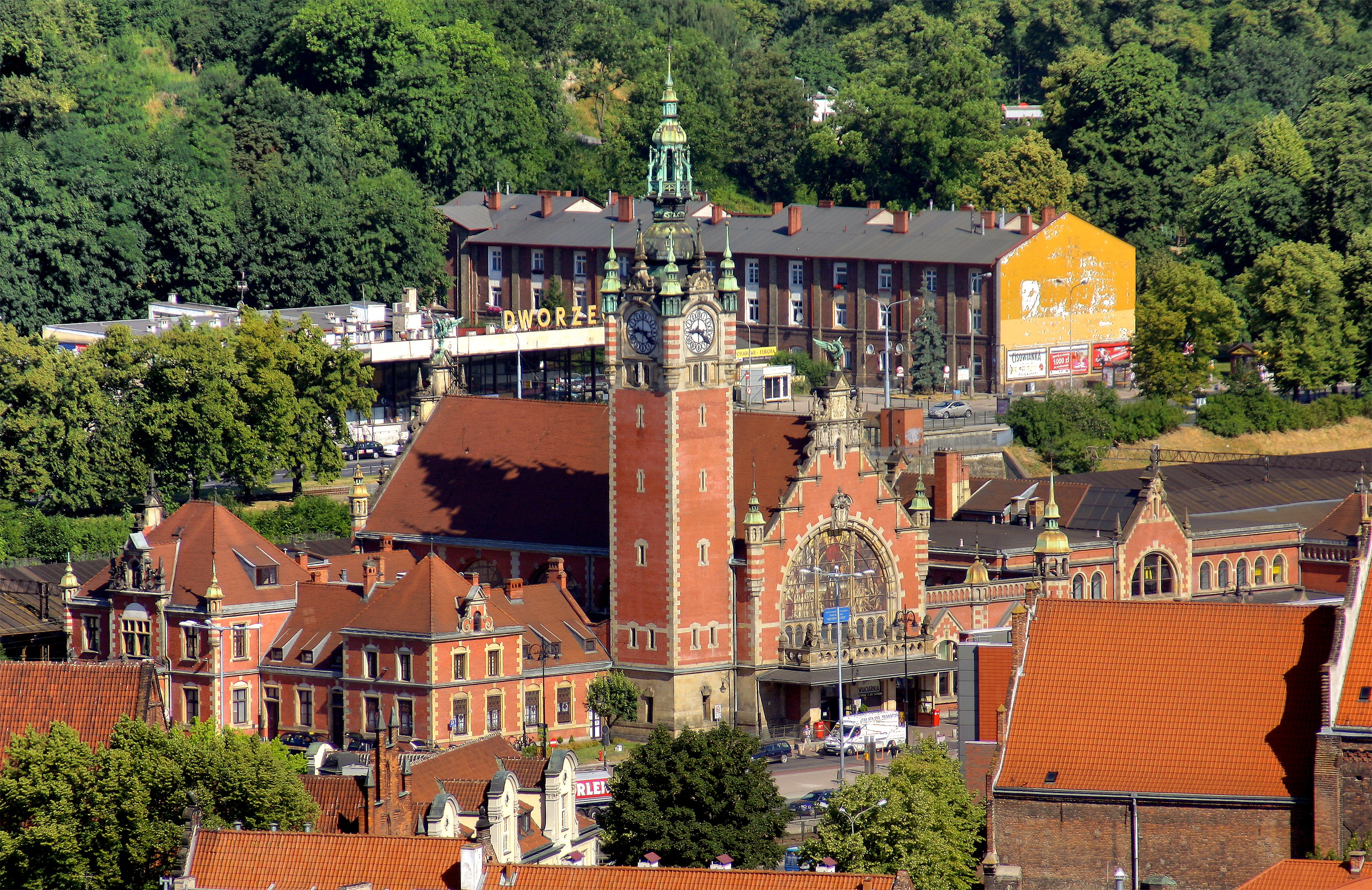
Reprezentacyjny Dworzec Główny w Gdańsku (wybudowany w latach 1894–1900)

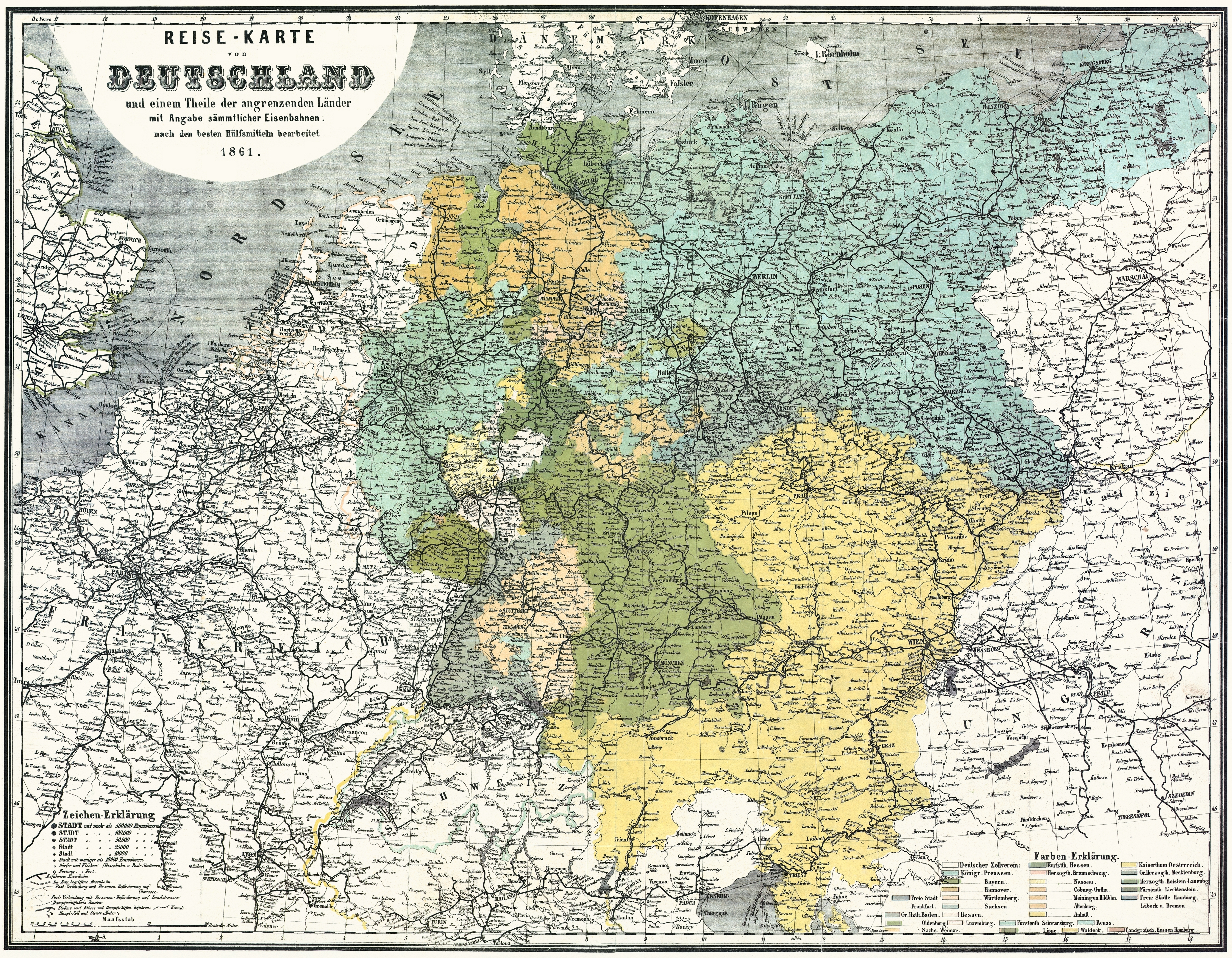
Jedyna linia kolejowa do Gdańska na mapie z 1861

Transport kolejowy w Gdańsku – kolej żelazna dotarła do Gdańska w 1852, gdy uruchomiono jednotorowy odcinek Tczew – Gdańsk, stanowiący fragment Pruskiej Kolei Wschodniej (Preußische Ostbahn) z Berlina przez Kostrzyn – Krzyż – Piłę – Bydgoszcz – Tczew do Gdańska i Królewca. W październiku 1857 Gdańsk uzyskał połączenie z Malborkiem. W 1870 oddano do użytku linię Słupsk – Gdańsk wybudowaną przez Berlińsko-Szczecińskie Towarzystwo Kolejowe (Berlin-Stettiner Eisenbahn Gesellschaft). Do końca  II wojny światowej funkcjonowała zbudowana w 1914 linia kolejowa Gdańsk Wrzeszcz – Stara Piła – Kartuzy, odbudowana w latach 2022–2023 jako bajpas kartuski. 
Następną trasą kolejową przechodzącą przez Gdańsk jest magistrala węglowa łącząca Śląsk z portem w Gdyni. Linia ta przechodziła przez Osową, obecnie dzielnicę Gdańska.
Lata powojenne przyniosły budowę wydzielonej, zelektryfikowanej linii SKM – w 1951 Gdańsk Główny – Gdańsk Nowy Port, w 1952 na odcinku Gdańsk Wrzeszcz – Sopot oraz w 1953 Sopot – Gdynia. Linia do Nowego Portu obecnie używana jest głównie w ruchu towarowym.
Układ torów uzupełniają linie towarowe obsługujące głównie porty oraz Zakłady Naprawcze Taboru Kolejowego i Miejskiego Gdańsk-Przeróbka.

## Jednostki i podmioty kolejowe
- Oddział Centrum Realizacji Inwestycji spółki PKP Polskie Linie Kolejowe S.A., ul. Dyrekcyjna 2-4 (d. Oddział Okręgowy PLK)
- Oddział Gospodarki Nieruchomościami PKP S.A., ul. Dyrekcyjna 2-4
- Północny Region Operatorski spółki TK Telekom Sp. z o.o., ul. Dyrekcyjna 2-4 (d. Telekomunikacja Kolejowa)
- Rejon Dworców Kolejowych Oddziału Dworce Kolejowe PKP S.A., ul. Podwale Grodzkie 2
- Zakłady Naprawcze Taboru Kolejowego i Miejskiego Sp. z o.o., ul. Siennicka 25
- Pomorskie Przedsiębiorstwo Mechaniczno-Torowe Sp. z o.o., ul. Sandomierska 17

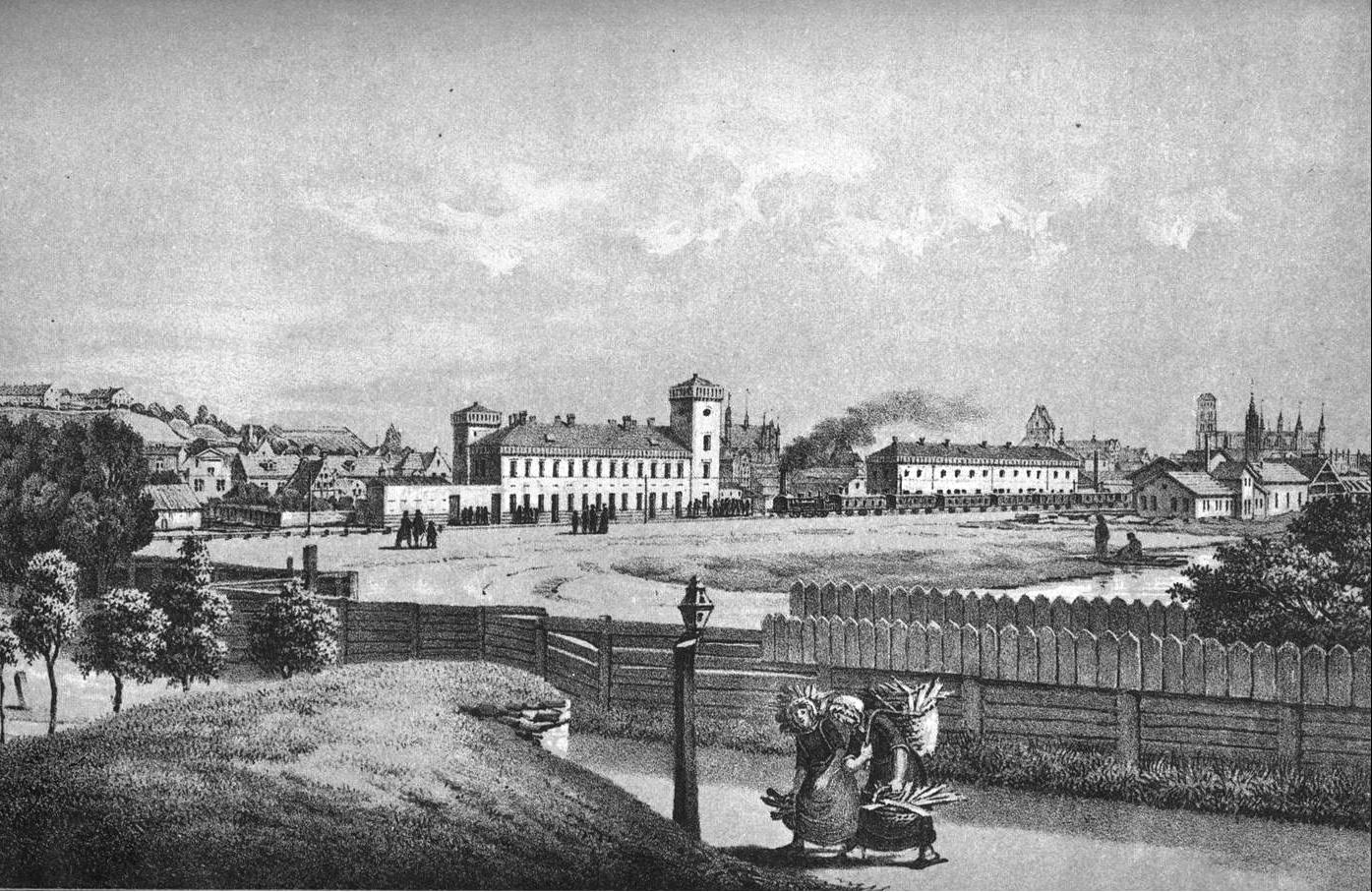
Gdańsk Brama Nizinna – pierwszy dworzec kolejowy (czołowy) w Gdańsku, ok. 1852

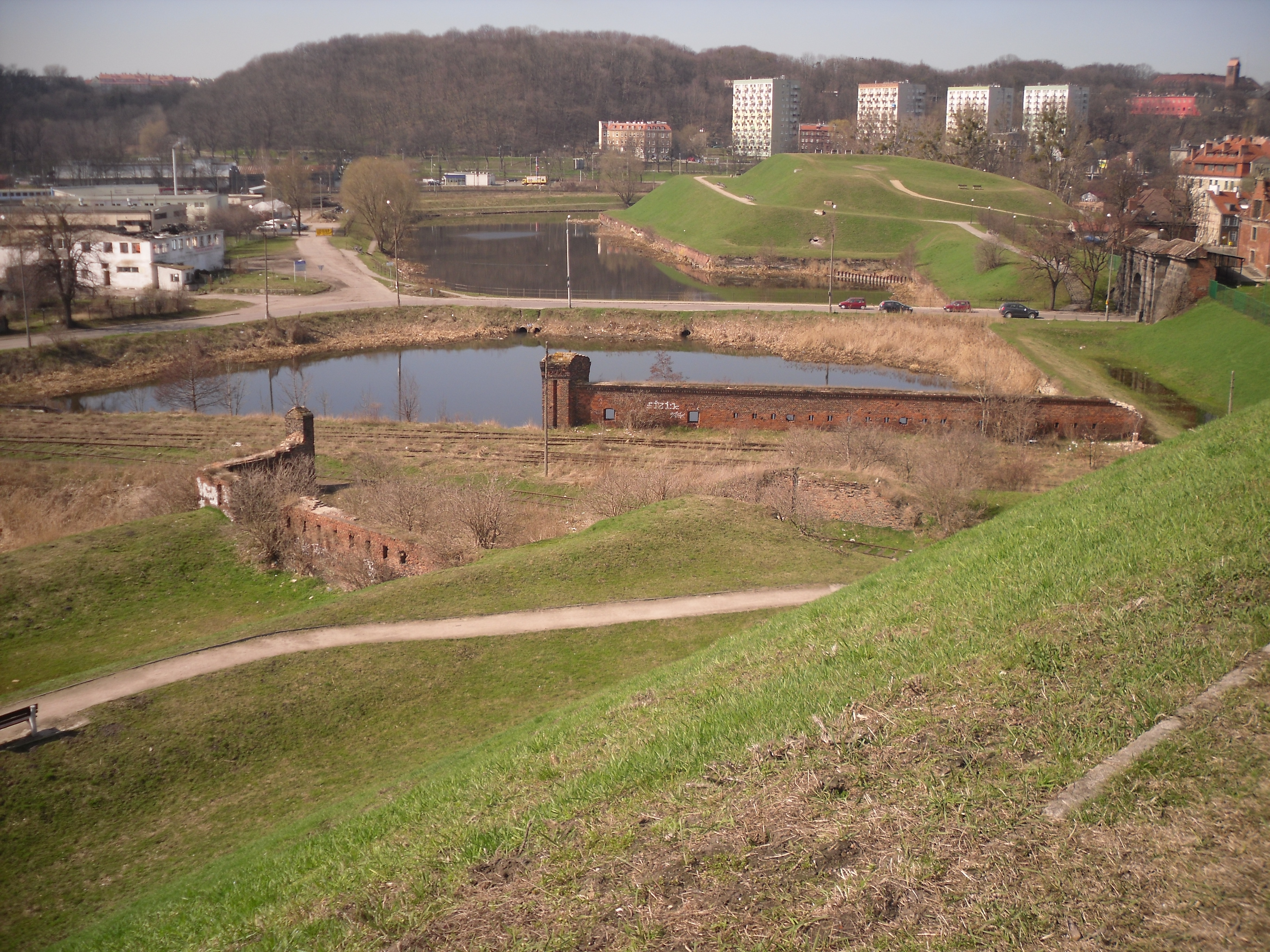
Pozostałości Bramy Kolejowej (czynnej od 1852) do twierdzy Gdańsk, do pierwszego dworca Brama Nizinna i pozostałości miejskiej bramy kolejowej, z przekopanym wałem obronnym w Bastionie Żubr, otaczających miasto nowożytnych fortyfikacji (z prawej)

## Historia

### Tło historyczne
Gdańsk był i jest ważnym ośrodkiem handlowym, przemysłowym i administracyjnym. Dzięki dogodnemu położeniu nad morzem, przy ujściu Wisły miasto szybko się rozwijało. Było jednak oddalone od głównych ośrodków przemysłowych Prus oraz stolicy, dlatego też w latach 40. XIX wieku postanowiono wybudować linię z Berlina do Królewca, która miała również mieć odnogę do Gdańska. Po rozważeniu różnych wariantów poprowadzenia trasy zdecydowano, że linia do Gdańska będzie odchodzić w okolicy Tczewa, gdyż było to dostatecznie blisko Gdańska i wystarczająco daleko od granicy z Rosją, a dodatkowo brzegi Wisły były w tym miejscu na tyle stabilne i odpowiednio wysokie, by przeprowadzić tamtędy most drogowo-kolejowy, ówcześnie najdłuższy most w Europie.

### 1852–1918
- Pierwszy pociąg wjechał do Gdańska 19 lipca 1852[4], 27 lat po uruchomieniu pierwszej na świecie linii kolei publicznej i 15 lat po uruchomieniu pierwszej w Niemczech kolei wyłącznie trakcji parowej. Była to próbna jazda lokomotywy z trzema wagonami po torach prowadzących z Tczewa. Wydarzenie wzbudziło wielką sensację wśród mieszkańców. Oficjalne uroczyste otwarcie odbyło się 5 sierpnia tegoż roku. O godz. 16.00 wjechał do Gdańska pierwszy pociąg z Bydgoszczy, którym podróżował m.in. król Fryderyk Wilhelm IV Pruski[3]. Jedyna linia kolejowa w Gdańsku kończyła się na południowym skraju Śródmieścia, gdzie powstała stacja czołowa Gdańsk Brama Nizinna (Leegetor Bahnhof) przy ul. Toruńskiej (późniejszy Gdańsk Południowy). Prowadziła do niej Brama Kolejowa. Później linię, jako towarową, przedłużono do Wyspy Spichrzów (w 1884[5][6]).
- W 1865 rozpoczęto budowę linii kolejowej od Bramy Oruńskiej do Nowego Portu. Część trasy przebiegała tunelami budowanymi przez saperów. Linię tę otwarto 1 października 1867. Jednocześnie w pobliżu obecnego dworca Gdańsk Główny i Bramy Wyżynnej powstała stacja Brama Wyżynna (Hohetor Bahnhof).
- W 1870 powstała linia kolejowa do Słupska, na której wybudowano m.in. dworce w Oliwie (1870), Sopocie (1868-1870[7]), Wejherowie (1868-1870) i Lęborku. Dzięki temu Gdańsk uzyskał nowe połączenie przez Stargard z Berlinem[8]. Linia ta kończyła się początkowo na stacji czołowej Brama Oliwska (Am Olivaer Tor)[9] przy Bramie Oliwskiej, a następnie została przedłużona do dworca Brama Wyżynna, który zaczęto nazywać Dworcem Pomorskim (Pommerscher Bahnhof).

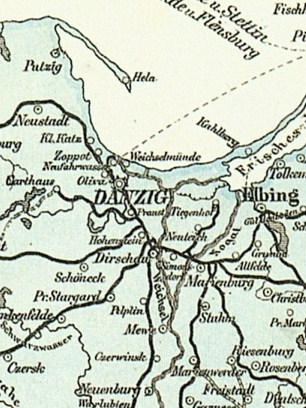
Połączenia kolejowe Gdańska na mapie z 1899

- W latach 1894–1900 wybudowano dworzec Gdańsk Główny. Dworzec Brama Wyżynna zamknięto w 1896 i rozebrano w czasie budowy nowego dworca.
- W 1905 do Gdańska dotarła kolej wąskotorowa łącząca Żuławy z Gdańskiem[10].
- W 1908 zelektryfikowano linię Gdańsk-Tczew[11].
- Na początku 1914 w mieście istniały linie kolejowe w trzech kierunkach: do Pruszcza Gdańskiego, Sopotu i Nowego Portu[12]. 1 maja 1914 nastąpiło otwarcie jednotorowej linii w kierunku Starej Piły[13].

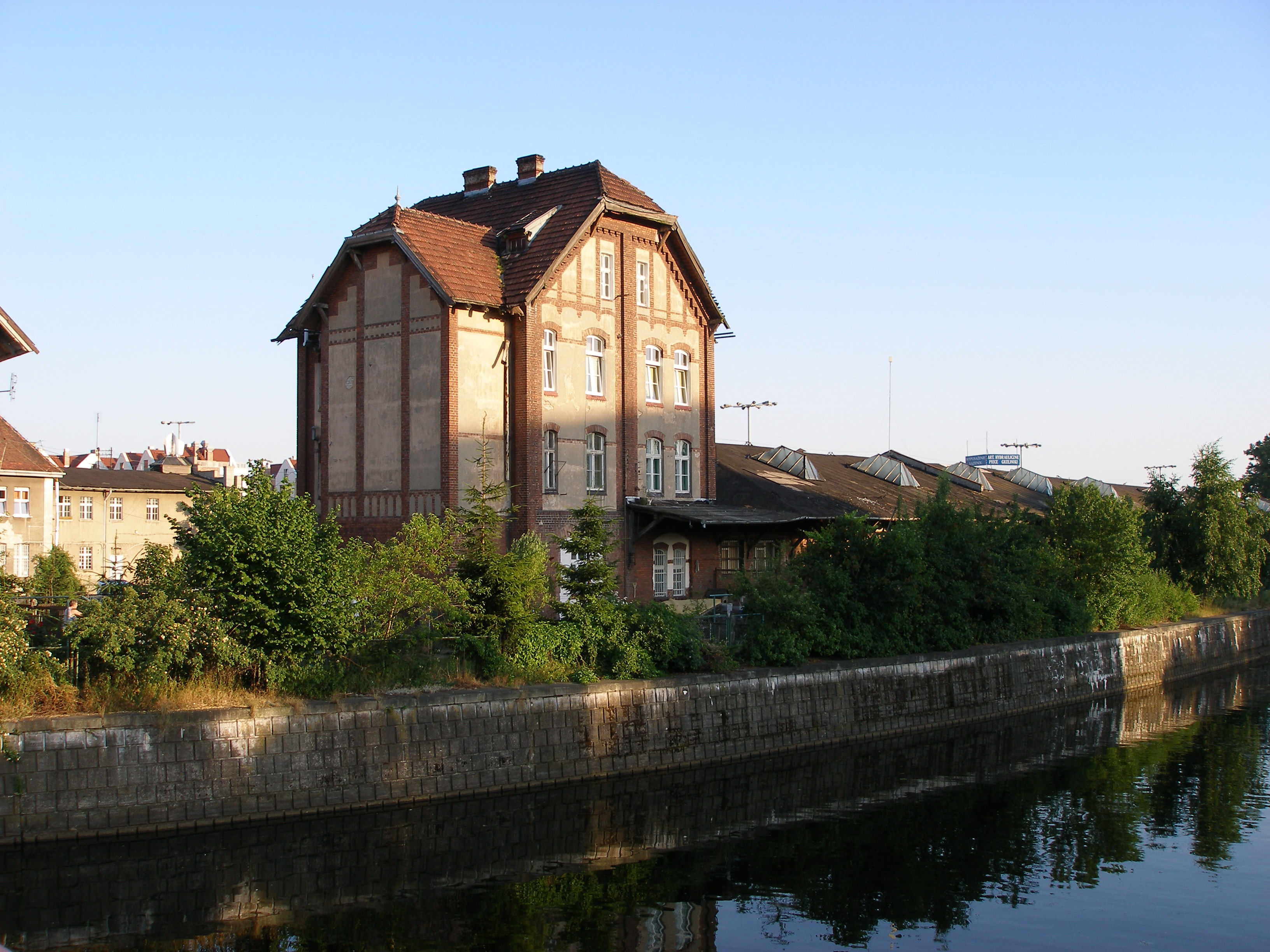
Pozostałości pierwszej stacji kolejowej w Gdańsku, 2010

Do I wojny światowej regionalne przewozy kolejowe były ograniczone do najwyżej czterech par pociągów, w tym również towarowo-osobowych. Najwięcej pasażerów (pracowników dojeżdzających do pracy) przewożono na liniach Gdańsk – Gdańsk Nowy Port oraz Gdańsk – Sopot, nawet kilkanaście par pociągów dziennie.

### 1918–1945
W dwudziestoleciu międzywojennym, Gdańsk wraz z okolicznymi gminami stał się Wolnym Miastem. Cały ruch kolejowy był obsługiwany wyłącznie przez Polskie Koleje Państwowe, jednak pociągi zatrzymujące się w Gdańsku przechodziły kontrole celne. Aby przyspieszyć ruch kolejowy, część składów przejeżdżała przez Gdańsk i Sopot tranzytem, nie zatrzymując się. Pasażerowie jadący do Gdańska przesiadali się w Tczewie, lub na tej stacji formowano pociągi z wagonów z różnych kierunków w jeden, jadący do Gdańska.
Po I wojnie światowej Gdańsk stał się punktem przeładunkowym dla amerykańskiej pomocy dla Polski. Tu przeładowywano i składano lokomotywy, które przypływały drogą morską. Dodatkowo w 1920 w Stoczni Gdańskiej uruchomiono produkcję niskoburtowych węglarek, które były niezbędne do przewozu śląskiego węgla oraz – w mniejszym stopniu – innych towarów. Po wybudowaniu w latach 30. XX wieku portu oraz magistrali węglowej w Gdyni, nowe lokomotywy kupowane z zagranicy i sprowadzone drogą morską importowano już przez ten port, przez co rola Gdańska zmalała.

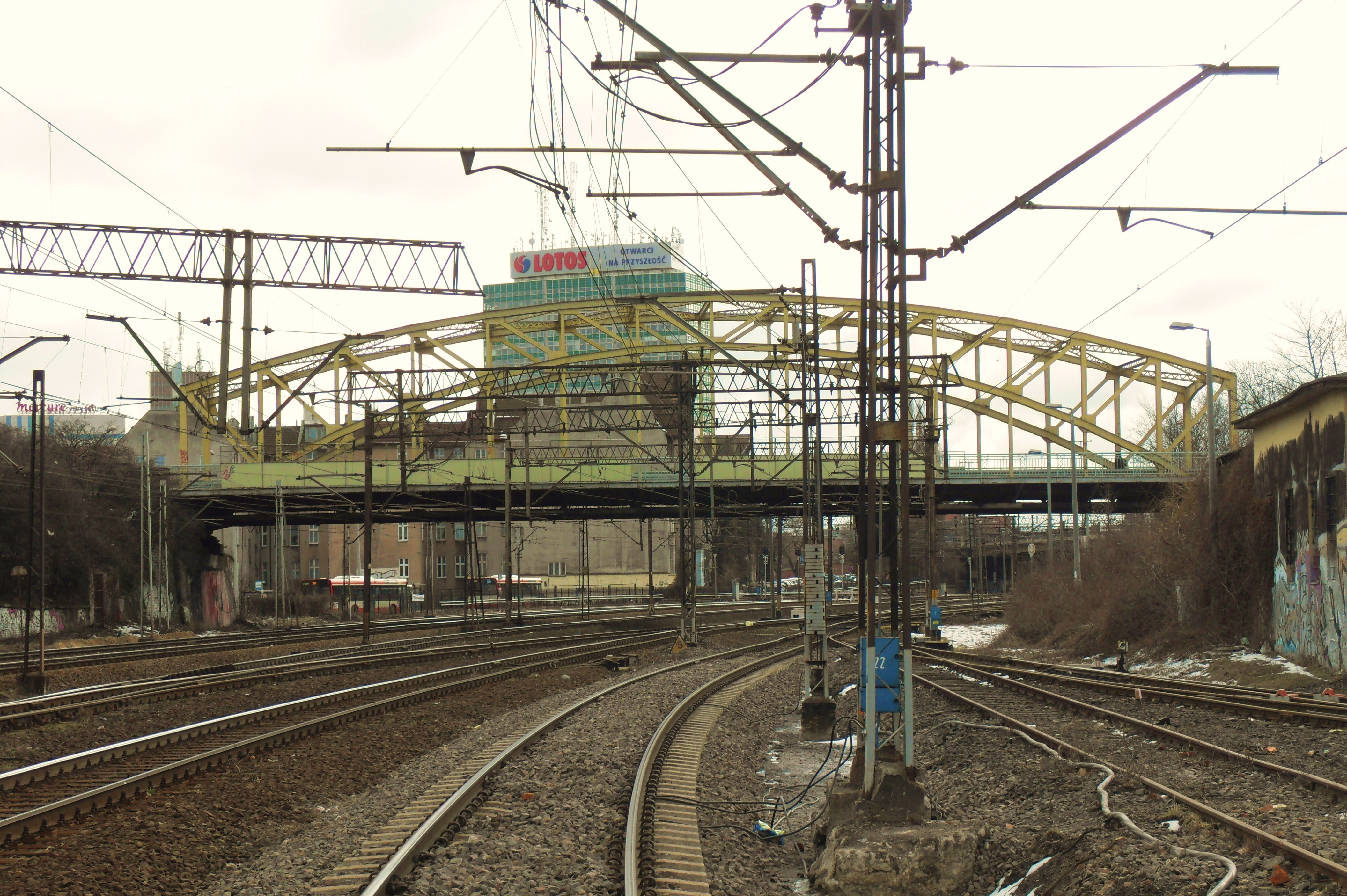
Żółty Wiadukt

Po strajku niemieckich kolejarzy, którzy na Pomorzu Gdańskim masowo nie stawiali się do służby, w lutym 1920 ruch kolejowy był prowadzony przez niemających doświadczenia i wiedzy Polaków, co powodowało różnego rodzaju katastrofy oraz drobniejsze wypadki. W tym okresie Pomorze Gdańskie było również miejscem wielu aktów terrorystycznych, których ofiarą padali pasażerowie pociągów na liniach głównych, tj. granica państwa – Chojnice – Tczew – granica państwa, oraz w samym Gdańsku w 1939. Sprawcy chcieli pokazać w ten sposób, że Polskie Koleje Państwowe nie zapewniają bezpieczeństwa podróżnym. Szczególnie ukazała to katastrofa w Gdańsku, która zdarzyła się tuż pod oknami Dyrekcji Kolei.
W ostatnich dniach wojny, w marcu 1945, w wyniku okrążenia Gdańska i ofensywy Armii Czerwonej z zachodu, Niemcy opuścili stanowiska obronne w lasach otaczających Gdańsk od zachodu. Następnie natarcie ruszyło również z północy. Niemieccy obrońcy utworzyli kolejną linię obrony na nasypie, po którym kursowały pociągi nieukończonej linii Gdańsk Wrzeszcz – Berlin (linia kolejowa Gdańsk Wrzeszcz – Stara Piła). W celu uszczelnienia linii oporu zabarykadowali przejazdy drogowe pod wiaduktami w obrębie Gdańska. Niemcy wtoczyli na wiadukty ciężki tabor (lokomotywy), a następnie zdetonowali ładunki. Przyczółki oraz pozostałości nasypu były widoczne do 2013, kiedy to rozpoczęto budowę Pomorskiej Kolei Metropolitalnej, w związku z czym wyburzono wiadukty i przyczółki dawnej Kolei Kaszubskiej.

### 1945–1969
W 1945 Gdańsk został przyłączony do Polski, jednakże główna linia kolejowa była mocno uszkodzona. Z tego względu większość przewozów towarów do portu odbywała się przez Kościerzynę, a nie przez Tczew i Gdańsk. Wycofująca się armia niemiecka zniszczyła mosty i wiadukty Gdańskiej Kolei Dojazdowej, która dowoziła mieszkańców Żuław i Olszynki do ścisłego centrum Gdańska. Dodatkowo całe zaplecze techniczne oraz tabor zostały albo wywiezione, albo zatopione po wysadzeniu wałów. W 1947 w obrębie oddziaływania kolejki mieszkało już 70 tysięcy ludzi.
24 sierpnia 1945 przeniesiono do Gdańska z Bydgoszczy siedzibę Dyrekcji Okręgowej Kolei Państwowej. Utworzono tu również wydział wąskotorowy, który w październiku 1945 przeniesiono do Nowego Stawu. 15 września 1945 uruchomiono pierwszy po wojnie pociąg wąskotorowy, jednakże kolej nie docierała jeszcze do Gdańska. W październiku 1946 uruchomiono zakłady naprawcze w Lisewie, co pozwoliło na szybszą naprawę parowozów i wagonów. Szczytowym okresem ruchu pasażerskiego kolei wąskotorowej był rok 1954, kiedy przewieziono 1,2 mln osób.

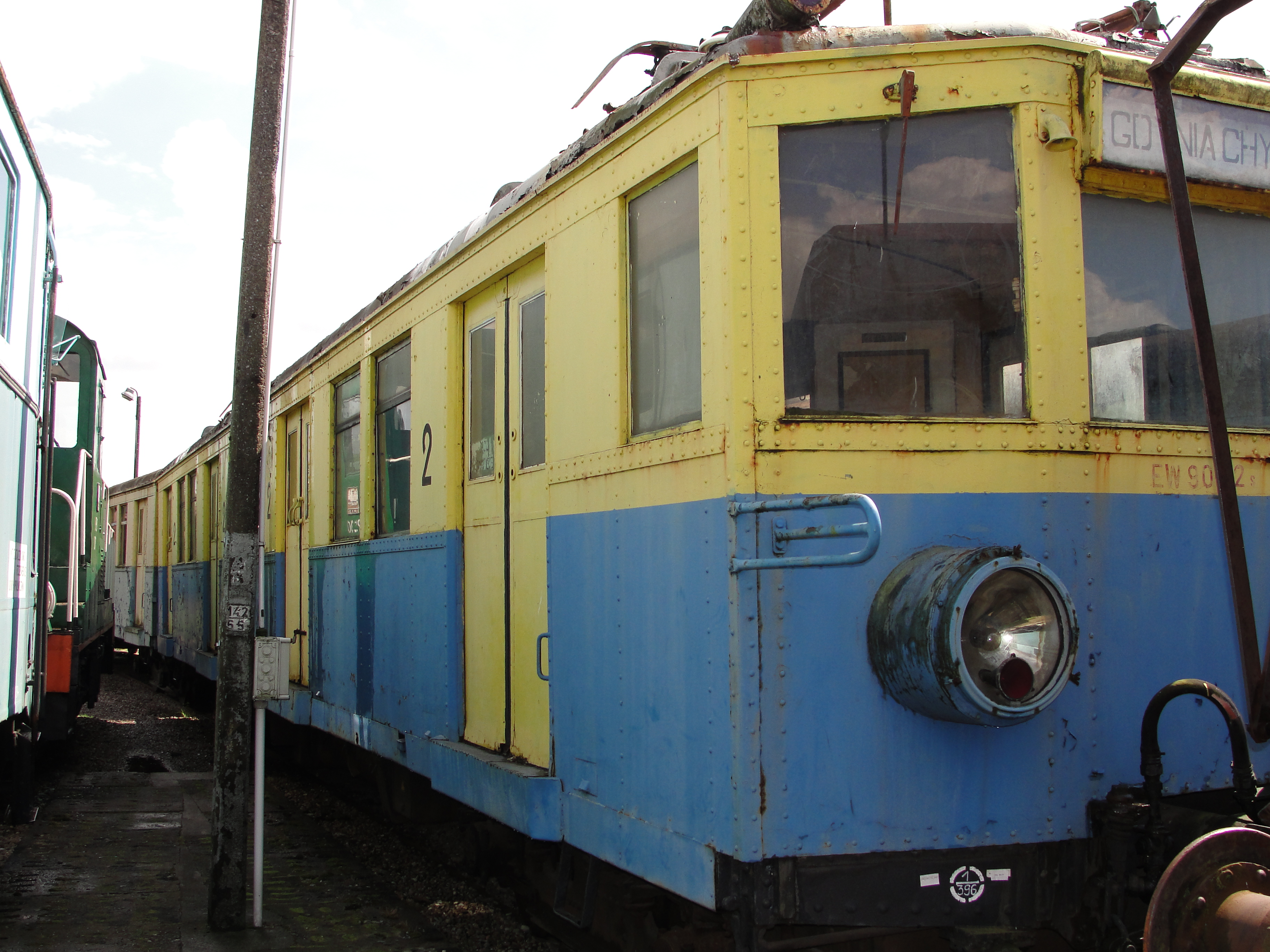
EW90 znajdujący się obecnie w Muzeum Kolejnictwa w Kościerzynie

W 1947 zdecydowano o wykorzystaniu poniemieckich składów EW90 berlińskiej S-Bahn do budowy kolei podmiejskiej w Trójmieście. Składy te wymagały odbudowy oraz kilku zmian w konstrukcji. Jako pierwszą oddano do użytku linię Gdańsk Główny – Gdańsk Nowy Port, która powstała na starej podmiejskiej trasie, gdzie kursowały pociągi Pruszcz – Gdańsk Nowy Port. Linia ta zaczęła funkcjonować 4 marca 1951. W początkowych miesiącach wykorzystywane były prostowniki odzyskane z okrętów podwodnych. Zainstalowana sieć trakcyjna przygotowana była od razu do późniejszego przejścia na standardowe napięcie 3000 V.
2 stycznia 1952 uruchomiono regularne pociągi elektryczne do Sopotu, na odcinku od stacji Wrzeszcz na linii jednotorowej. 15 maja 1952 drugi tor sięgał stacji Oliwa, a 22 czerwca ruch na całej ówczesnej linii odbywał się po obu torach. Aż do 1953, ze względu na opóźnienia w dostawach brytyjskiego wyposażenia podstacji elektrycznych, odcinek ten zasilano z wykorzystaniem podstacji przeznaczonej dla gdańskich tramwajów oraz elementów z odzysku lub wypożyczonych.
Do Gdyni Głównej linię SKM przedłużono 22 lipca 1953, lecz do 1 maja 1954 na odcinku od stacji Orłowo funkcjonował jeden tor. Również w 1953 powstał budynek elektrowozowni w Gdyni Chyloni, jednak elektryfikacja torów do niej nastąpiła dopiero dwa lata później – do tego czasu do manewrów niezbędna była lokomotywa parowa. W 1956 SKM docierała już do Wejherowa.

### 1969–1989
- 20 października 1969 na części trasy SKM (pomiędzy Gdynią Stocznią a Wejherowem) przełączono zasilanie na 3000 V, a poniemieckie jednostki kursowały już tylko pomiędzy Gdańskiem Głównym a Gdynią Stocznią oraz na trasie Gdańsk Główny – Gdańsk Nowy Port.
- W 1969 ostatecznie zakończono elektryfikację magistrali Warszawa-Gdańsk i przeniesiono ruch towarowy Południe – Północ ze starej linii węglowej (przez Kościerzynę) na nową przez Tczew – Gdańsk.
- W 1970 zbudowano łącznice do Nowego Portu od strony miasta[25].
- W 1973 rozszerzono granice miasta, co spowodowało, że w jego granicach znalazła się stacja Gdańsk Osowa.
- 19 grudnia 1976 zmieniono napięcie na całej trasie SKM.

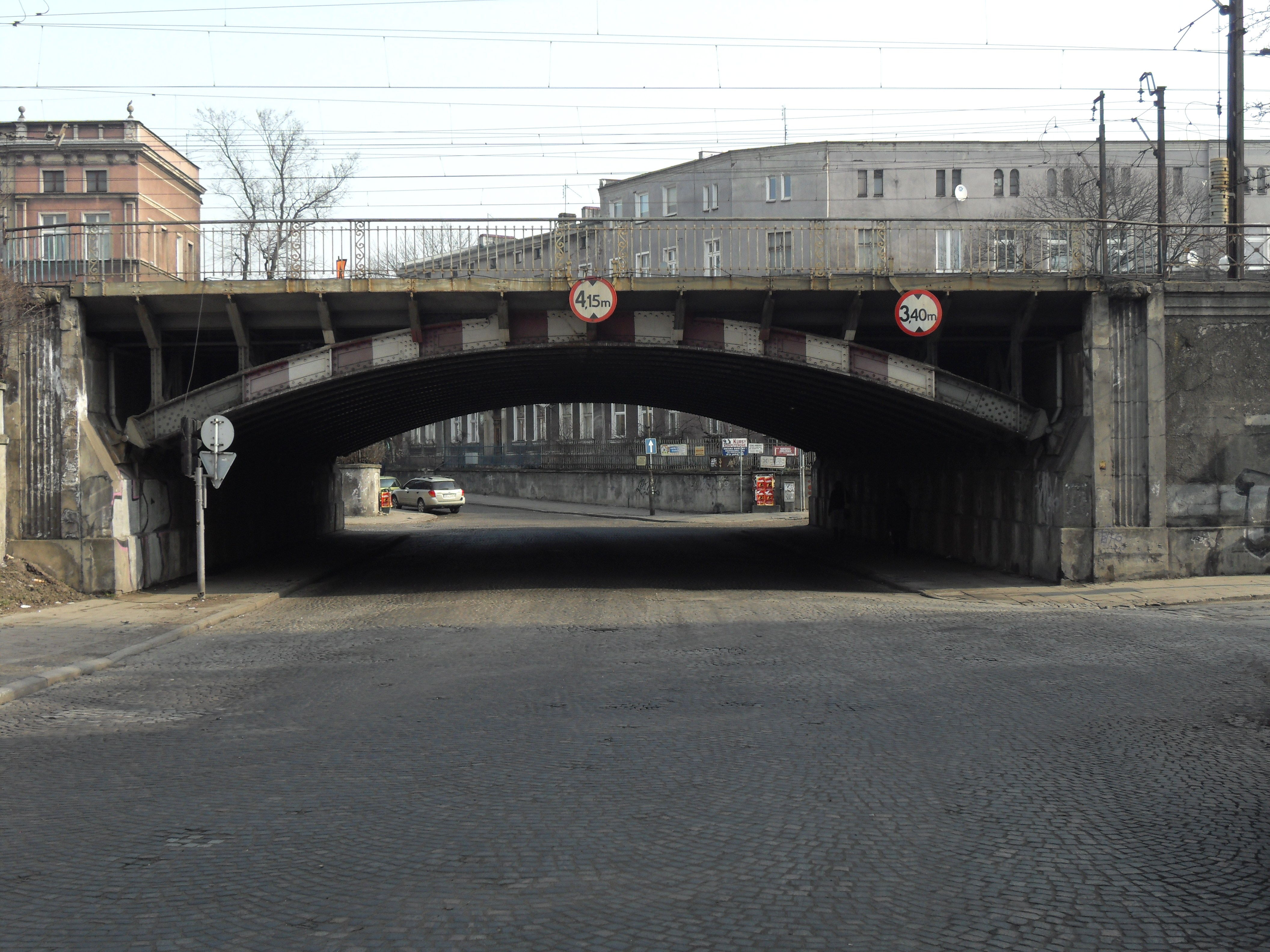
Historyczny wiadukt kolejowy we Wrzeszczu

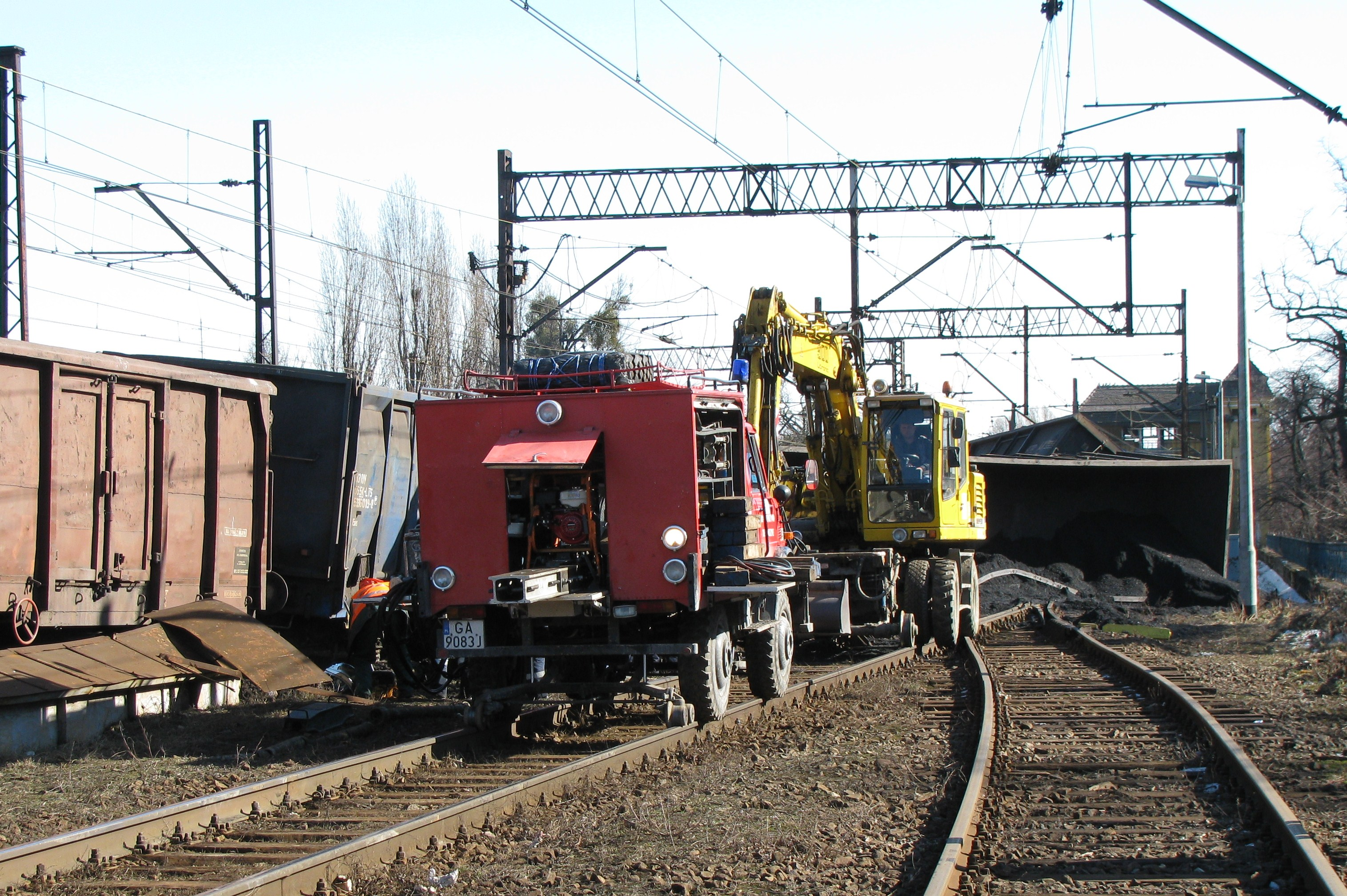
Wykolejony pociąg towarowy na linii nr 202 w Gdańsku Wrzeszczu, 7 marca 2011

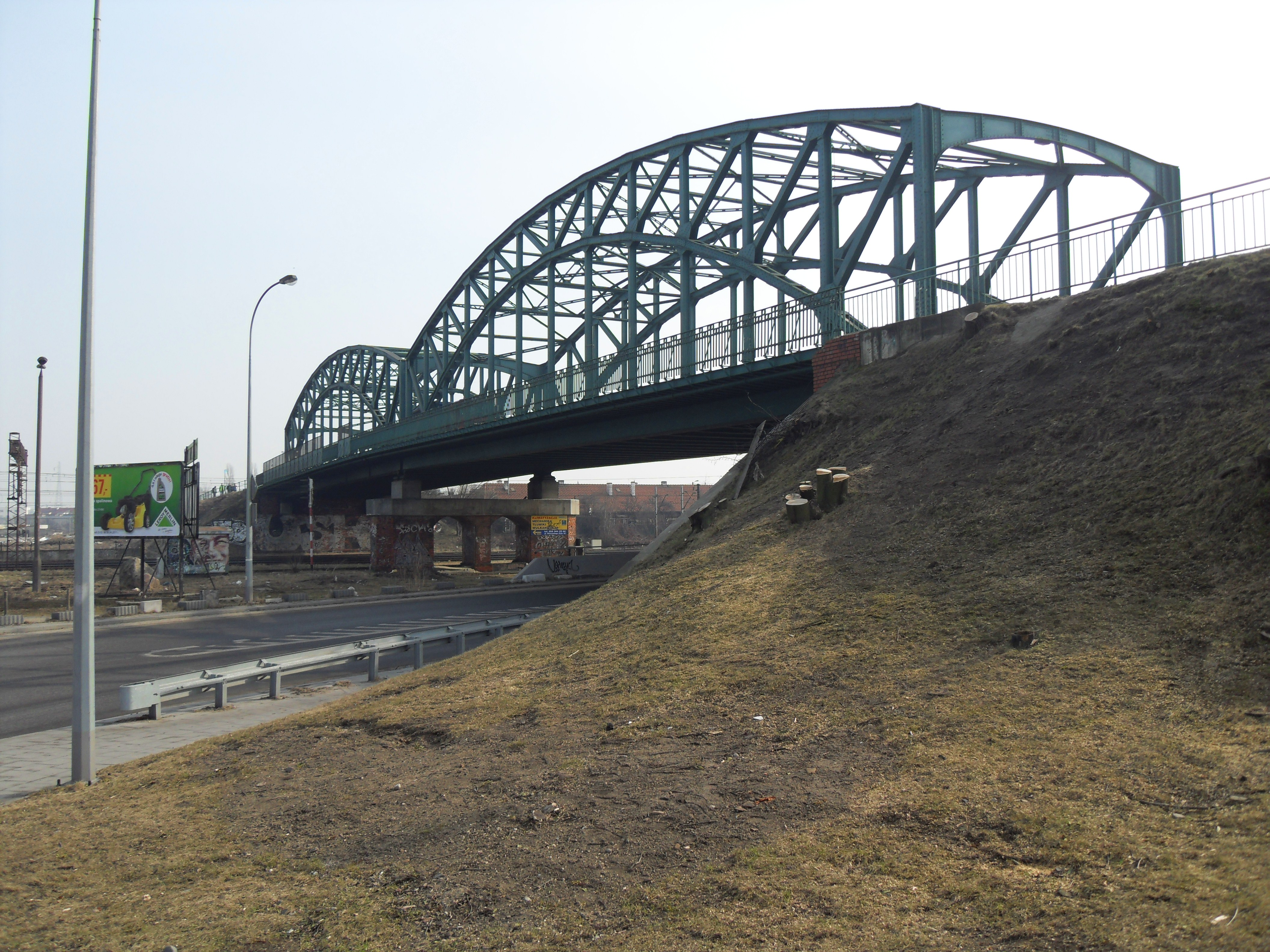
Historyczny wiadukt drogowy we Wrzeszczu

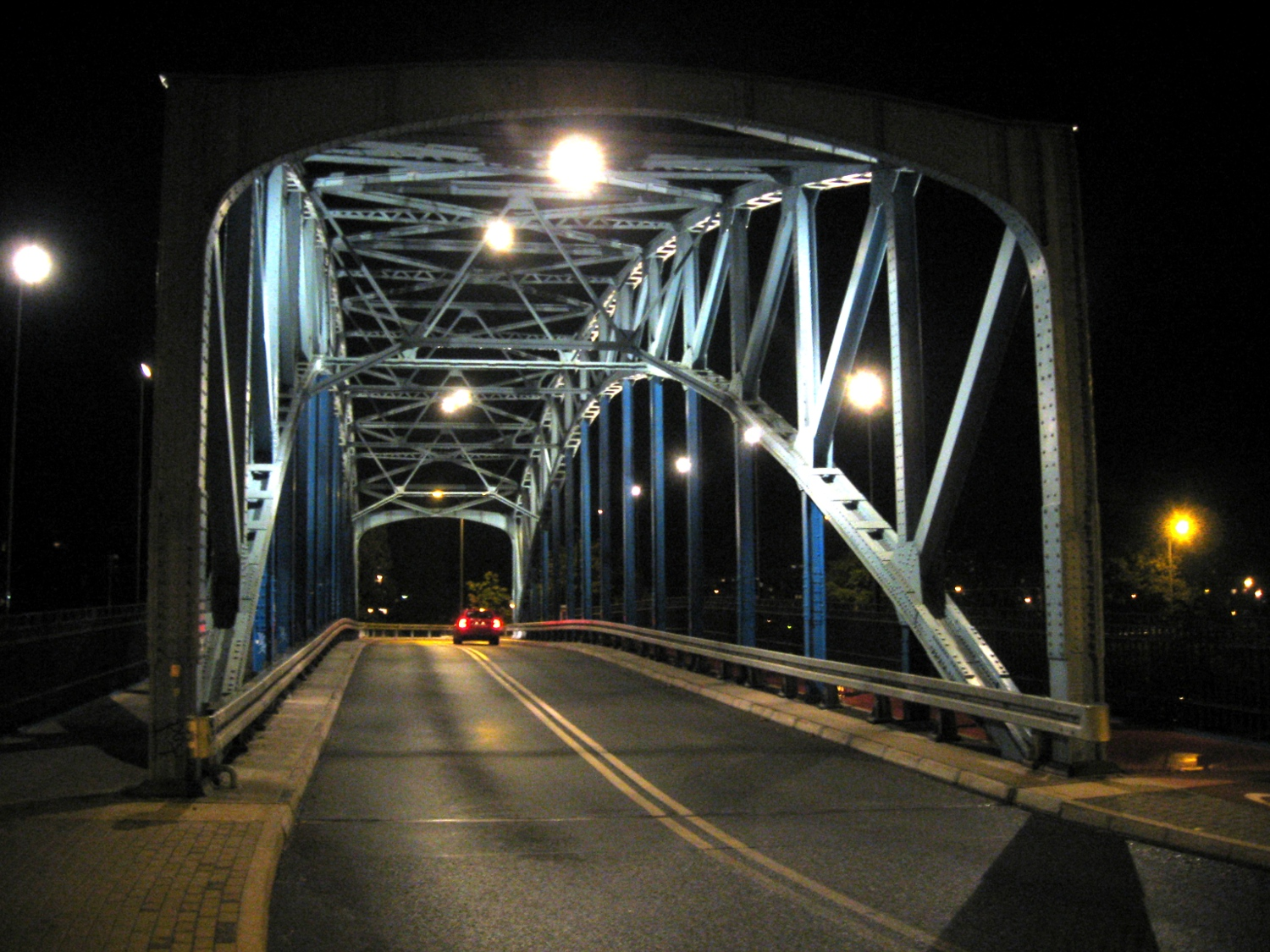
Historyczny wiadukt nad przystankiem SKM Gdańsk Zaspa, 2009

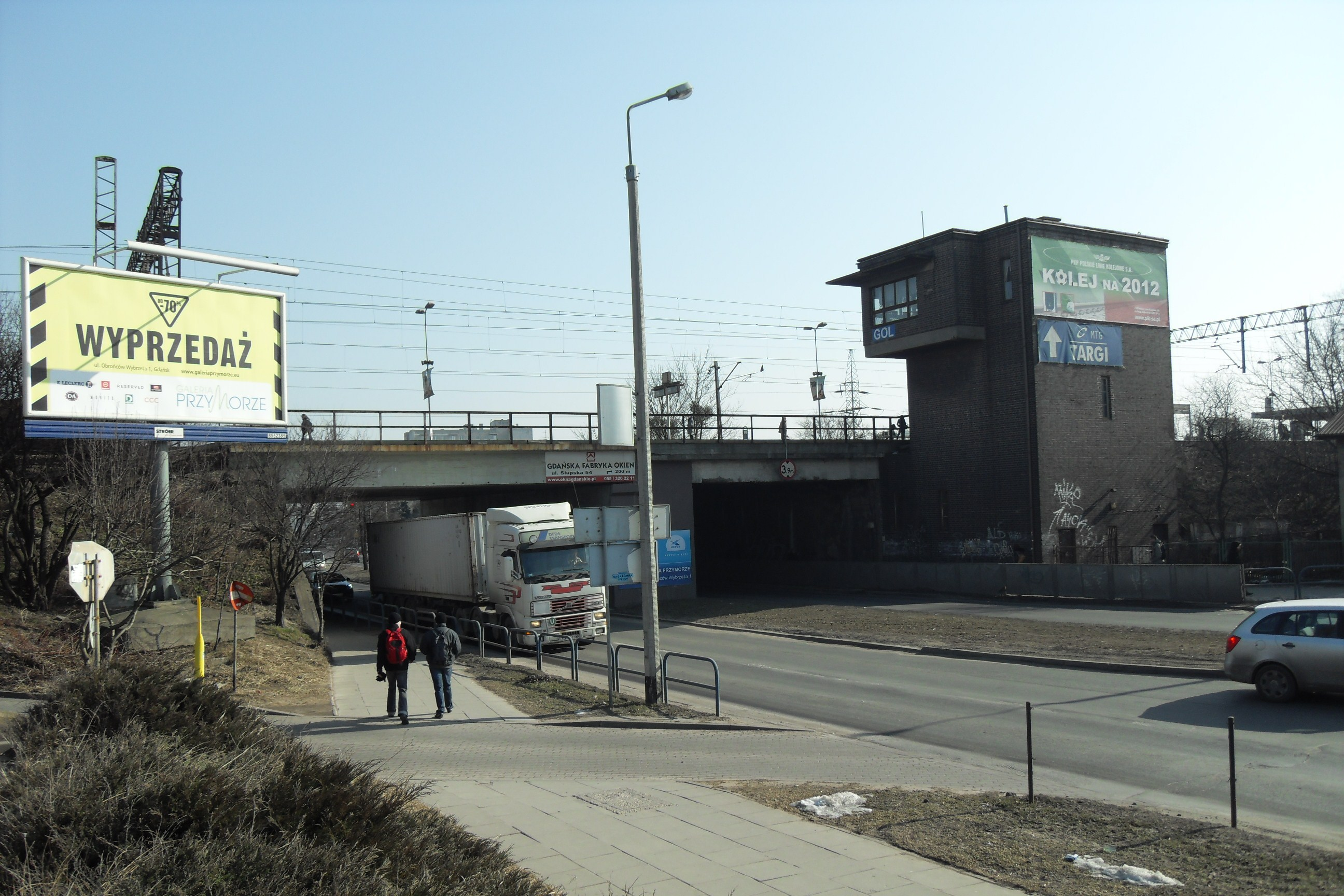
Wiadukt na granicy Oliwy i Przymorza

### po 1989
24 czerwca 2005 o 18.55 z Gdańska Brzeźna odjechał ostatni pociąg SKM, w sieciowym rozkładzie jazdy pociągów 2005/2006 linia ta jeszcze występowała z adnotacją Ruch pociągów zawieszony do odwołania, jednakże w następnym SRJP tabeli już nie ma.
1 kwietnia 2015 otwarto przystanek Gdańsk Śródmieście.
W latach 2013–2015 wybudowano linię nr 248, w wariantach Wrzeszcz–Kiełpinek (odbudowa), Kiełpinek–Rębiechowo (budowa). Linię otwarto 1 września 2015. W latach 2021–2023 trwała jej elektryfikacja.
W latach 2022–2023 odbudowano realizowany przez Pomorską Kolej Metropolitalną oraz PKP PLK odcinek Kiełpinek–Leźno–Stara Piła–Glincz, który łączy się z liniami do Kościerzyny i Kartuz. Projekt ten ma nazwę bajpasu kartuskiego i od czerwca 2025 pełni funkcję objazdu w związku z modernizacją linii kolejowej nr 201.

## Linie kolejowe
Najważniejsze linie kolejowe w Gdańsku, 9, 202, 250 zbiegają się na stacji Gdańsk Główny, tworząc wraz z alejami Zwycięstwa i Grunwaldzką kręgosłup komunikacyjny Trójmiasta. Kolejną linią odgrywającą większą rolę jest linia nr 201, jednakże została ona sprowadzona w ostatnich latach do linii z niewielkim ruchem lokalnym. Reszta linii to łącznice oraz linie zlikwidowane.

### Czynne linie pasażerskie

#### Linia kolejowa nr 9
Linia nr 9 powstawała fragmentami. Do Gdańska dotarła już w 1852, natomiast ostatni fragment powstał w 1877. Linia ta jest magistralą łączącą Warszawę z Gdańskiem Głównym. Linia ta wraz z liniami 202 oraz 250 tworzy kręgosłup komunikacyjny Trójmiasta.

#### Linia kolejowa nr 201
Część dawnej magistrali węglowej. Znajduje się w granicach Gdańska od lat siedemdziesiątych.

#### Linia kolejowa nr 202
Linia łącząca Gdańsk Główny ze Stargardem.

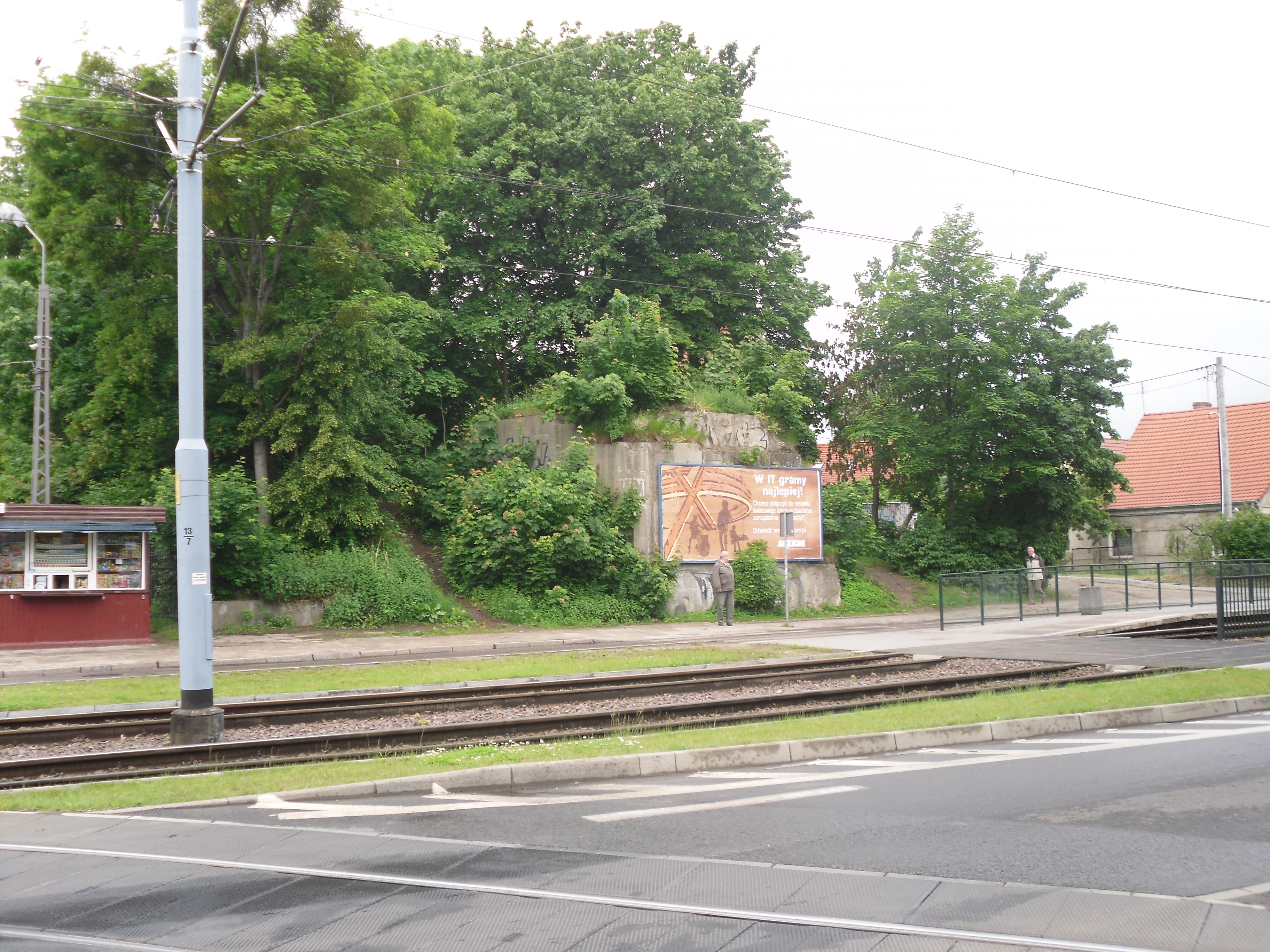
Pozostałości po wiadukcie linii nr 234 przy ul. Wita Stwosza

#### Linia kolejowa nr 234
Linia 234 powstała w 1914, służyła początkowo do prowadzenia pociągów lokalnych z Gdańska (Wrzeszcza) do Kartuz. Po zmianie granic państwowych w 1918 linia stała się transgraniczna, jednocześnie była częścią obwodnicy Wolnego Miasta Gdańska (odcinek Kokoszki – Stara Piła). Część linii została wykorzystana przy budowie kolei metropolitalnej, zapewniającej dojazd do lotniska w Rębiechowie oraz do Gdyni, Kartuz czy Kościerzyny.
W latach 2022–2023 odbudowano realizowany przez Pomorską Kolej Metropolitalną oraz PKP PLK odcinek Kiełpinek – Leźno – Stara Piła – Glincz, który łączy się z liniami do Kościerzyny i Kartuz. Projekt ten ma nazwę bajpasu kartuskiego i ma pełnić funkcję objazdu podczas modernizacji magistrali węglowej do Gdyni.
3 lutego 2024 na linii odbył się inauguracyjny przejazd pociągu retro Kaszub zorganizowany przez TurKol. Był to pierwszy pociąg osobowy od 1945 na linii kolejowej Gdańsk Główny – Kartuzy – Gdańsk Główny przez Kokoszki i Starą Piłę. 11 marca tego samego roku po bajpasie kartuskim zaczęły kursować pociągi pasażerskie.

#### Linia kolejowa nr 248
Nazywana Pomorską Koleją Metropolitalną, zapewniająca dojazd do lotniska w Rębiechowie oraz do Gdyni, Kartuz czy Kościerzyny.

#### Linia kolejowa nr 250
Linia Gdańsk Główny – Rumia obsługiwana na całej długości przez Szybką Kolej Miejską.

### Czynne linie towarowe

#### Linia kolejowa nr 226
Linia łącząca stację towarową Gdańsk Port Północny ze stacją Pruszcz Gdański.

#### Linia kolejowa nr 227
Linia kolejowa nr 227 powstała jako łącznik pomiędzy stacjami Gdańsk Główny a Gdańsk Zaspa Towarowa.

#### Linia kolejowa nr 235
Linia kolejowa nr 235 powstała w 1921 w celu ominięcia Wolnego Miasta Gdańsk, w 1930 została przedłużona do Osowy, by podłączyć tę linię do Magistrali Węglowej. Obecnie linia łączy Klukowo z Gdańskiem Osową, gdyż w 1973 odcinek Kokoszki – Klukowo został rozebrany, ze względu na budowę pasa startowego nowego lotniska w Rębiechowie. Obecnie linia wykorzystywana jest przez lotnisko (dowóz paliwa lotniczego) oraz przez przesypownię cementu w Gdańsku Osowie.

### Łącznice kolejowe

#### Łącznica kolejowa nr 721
Łącznica pomiędzy stacją Gdańsk Południowy i linią towarową nr 226 do Portu Północnego. W 1971 linia ta została zelektryfikowana.

#### Łącznica kolejowa nr 846
Łączy linię kolejową nr 226 z dawną stacją towarową Gdańsk Sienna Grobla.

#### Tor łączący nr 965
Tor ten łączy linię kolejową nr 226 ze stacją Gdańsk Kanał Kaszubski oraz z Wyspą Ostrów przy pomocy promu kolejowego.

### Linie nieczynne

#### Linia kolejowa nr 249
Linia 249 powstała w 1867, służyła do przewozu ludzi i towarów z Gdańska Głównego do Nowego Portu. W 1952 na tej linii zadebiutowały pociągi SKM. W 2002 część pomiędzy Gdańskiem Brzeźnem a Gdańskiem Nowym Portem została rozebrana, a stacja Gdańsk Nowy Port odcięta od reszty sieci kolejowej. W 2002 ruch na linii wstrzymano. Przy okazji budowy stadionu w Letnicy rozważano plany przywrócenia ruchu pociągów na tej linii.

## Stacje i przystanki na terenie Gdańska

### Stacje osobowe
| Stacja/Przystanek | Zdjęcie | Dzielnica            |
| ----------------- | ------- | -------------------- |
| Gdańsk Główny     |         | Śródmieście          |
| Gdańsk Oliwa      |         | Oliwa/Przymorze Małe |
| Gdańsk Wrzeszcz   |         | Wrzeszcz             |

### Przystanki osobowe
| Stacja/Przystanek            | Zdjęcie | Dzielnica                                    |
| ---------------------------- | ------- | -------------------------------------------- |
| Gdańsk Brętowo               |         | Brętowo/Piecki-Migowo                        |
| Gdańsk Firoga                |         | Matarnia (Firoga)                            |
| Gdańsk Jasień                |         | Brętowo / Jasień / Piecki-Migowo             |
| Gdańsk Kiełpinek             |         | Jasień (Kiełpinek)                           |
| Gdańsk Kokoszki              |         | Kokoszki                                     |
| Gdańsk Lipce                 |         | Orunia-Św. Wojciech-Lipce                    |
| Gdańsk Matarnia              |         | Matarnia                                     |
| Gdańsk Niedźwiednik          |         | Wrzeszcz Górny, Brętowo (Niedźwienik)        |
| Gdańsk Orunia                |         | Orunia-Św. Wojciech-Lipce                    |
| Gdańsk Osowa                 |         | Osowa                                        |
| Gdańsk Politechnika          |         | Aniołki/Wrzeszcz Dolny/Młyniska              |
| Gdańsk Port Lotniczy         |         | Matarnia                                     |
| Gdańsk Przymorze-Uniwersytet |         | Przymorze Małe/Oliwa                         |
| Gdańsk Rębiechowo            |         | Matarnia (Rębiechowo)                        |
| Gdańsk Stadion Expo          |         | Letnica/Wrzeszcz Dolny                       |
| Gdańsk Stocznia              |         | Aniołki/Młyniska                             |
| Gdańsk Strzyża               |         | Strzyża, Oliwa, VII Dwór                     |
| Gdańsk Śródmieście           |         | Śródmieście                                  |
| Gdańsk Zaspa                 |         | Zaspa-Młyniec/Strzyża                        |
| Gdańsk Żabianka-AWFiS        |         | Oliwa/Żabianka-Wejhera-Jelitkowo-Tysiąclecia |

### Towarowe
| Stacja/Przystanek     | Zdjęcie | Dzielnica                      |
| --------------------- | ------- | ------------------------------ |
| Gdańsk Południowy     |         | Orunia-Św. Wojciech-Lipce      |
| Gdańsk Port Północny  |         | Przeróbka                      |
| Gdańsk Olszynka       |         | Olszynka                       |
| Gdańsk Zaspa Towarowa |         | Letnica/Brzeźno/Wrzeszcz Dolny |

### Nieczynne

#### Normalnotorowe
| Stacja/Przystanek      | Zdjęcie | Dzielnica                      |
| ---------------------- | ------- | ------------------------------ |
| Gdańsk Brama Nizinna   |         | Stare Przedmieście             |
| Dworzec Brama Oliwska  |         | Aniołki                        |
| Gdańsk Brama Wyżynna   |         | Śródmieście                    |
| Gdańsk Biskupia Górka  |         | Śródmieście                    |
| Gdańsk Brzeźno         |         | Nowy Port                      |
| Gdańsk Sienna Grobla   |         | Śródmieście                    |
| Gdańsk Kanał Kaszubski |         | Przeróbka                      |
| Kiełpinek              |         | Jasień (Kiełpinek)             |
| Klukowo                |         | Matarnia                       |
| Gdańsk Kolonia         |         | Wrzeszcz/Letnica               |
| Gdańsk Nowe Szkoty     |         | Młyniska/Wrzeszcz Dolny        |
| Gdańsk Nowy Port       |         | Nowy Port                      |
| Owczarnia              |         | Osowa                          |
| Gdańsk Święty Wojciech |         | Orunia-Św. Wojciech-Lipce      |
| Gdańsk Wiślany         |         | Letnica                        |
| Gdańsk Zaspa Towarowa  |         | Letnica/Brzeźno/Wrzeszcz Dolny |

#### Wąskotorowe
| Stacja/Przystanek  | Zdjęcie | Dzielnica                       |
| ------------------ | ------- | ------------------------------- |
| Dobrowo Gdańskie   |         | Rudniki                         |
| Gdańsk Wąskotorowy |         | Olszynka                        |
| Lewy Brzeg Wisły   |         | Wyspa Sobieszewska (Świbno)     |
| Szewce Gdańskie    |         | Wyspa Sobieszewska (Przegalina) |
| Świbno             |         | Wyspa Sobieszewska (Świbno)     |
| Przegalina         |         | Wyspa Sobieszewska (Przegalina) |
| Przegalina Kolonia |         | Wyspa Sobieszewska (Przegalina) |